# 范贤方
范贤方（1877年—1917年），民国司法人物、辛亥革命人物。字仰乔，又字仰峤，号仲壶，谱名贤梓。浙江鄞县县城（今属宁波市海曙区）人。

## 生平

### 早年
范贤方少有学名，于清朝光绪二十八年（1902年）考中举人。光绪三十二年（1906年），入读宁波法政学堂读书。光绪三十二年（1906年），经宁绍台道道台喻兆藩保举，赴日本学习司法制度。在东京入日本法政大学速成科，与章述浚、魏炯等为同校同侪。

### 宁波光复
范贤方在日留学期间，与同盟会人士交往。光绪三十四年（1908年）归国。初为王丰镐（时任浙江巡警道兼洋务总办）秘书。同时兼任四明法政学堂（由宁波法政学堂改名而来）教师，讲授西方司法制度。
时清朝统治风雨飘摇。范贤方旋即被推举为宁波地方自治筹备会会长。宣统三年（1911年）7月，响应在上海成立的国民尚武会，与陈训正、邵静山、林端辅、张世杓等人发起组建国民尚武宁波分会，并出任副会长。宣统三年（1911年），加入同盟会。宣统三年（1911年）9月，搬入水凫桥新居，后浙东地方反清革命党多在其家中召开会议，商讨革命事宜。
宣统三年（1911年）10月，武昌举义爆发，经魏炯、赵家荪、赵林士等人推举，范贤方在宁波主持了响应武昌起义的军事活动。宣统三年（1911年）10月22日，民团成立，范贤方出任任副团董，联络刘洵（新军协统）、常荣清（防军统领）等人，积极准备响应反清光复活动。宣统三年（1911年）11月1日，宁波保安会成立，范贤方出任干事。宣统三年（1911年）11月5日，保安会会议召开，范贤方主张即日宣告宁波独立，但同会议上有主张等待上海行动的消息再做决定，因此会议意见不能统一。范贤方、魏炯等遂率率尚武会宁波分会骨干，与参与响应的商团、民团等一共一千余人，占领宁绍道署，并以保安会名义贴出告示安抚地方民众。宣统三年（1911年）11月5日夜，成立宁波军政府，范贤方出任执法部长。

### 讨袁
浙江光复后，范贤方出任浙江高等法院院长，并兼任浙江省军政府司法筹备处长。袁世凯称帝后，1913年9月，范贤方由杭州返回宁波，与顾乃斌（时为驻宁波鄞县的陆军军官，第三旅旅长）、沈祖绵（时任鄞县知县）等通电讨袁。
二次革命旋即宣告失败，范贤方改名慕莲，亡命日本。1916年，由日本归国。1916年10月8日，出任中华民国北京政府广东省高等审判厅长。曾参与驱逐时浙江都督朱瑞的运动，实行浙江独立。后出任浙江高等审判厅长。

### 军政府时期
1917年9月，孙中山在广州成立广东军政府成立，任命范贤方为军政府国法院院长。后因背部病疽，不久范贤方逝于任上。1931年，范贤方灵柩归葬慈溪县（今慈溪市）秦可观岙南山山麓。